# 1789년 조지 워싱턴 대통령 취임식
제1대 미국 대통령으로 조지 워싱턴의 첫 미국 대통령 취임식은 1789년 4월 30일 목요일 뉴욕의 페더럴 홀 발코니에서 열렸다. 취임식은 조지 워싱턴이 대통령으로서 첫 4년 임기를 시작한 지 거의 두 달 만에 열렸다. 뉴욕 대법원장 로버트 리빙스턴이 대통령 취임 선서를 집행했다. 이 취임식으로 인해 미국 연방 정부의 행정부는 1787년 헌법에 의해 확립된 새로운 정부 체제 하에서 공식적으로 운영을 시작했다. 존 애덤스의 부통령 취임은 1789년 4월 21일, 그가 미국 상원의 의장으로서 임무를 시작하면서 이루어졌다. 이는 또한 1월이나 3월이 아닌 날에 열린 유일한 예정된 취임식으로 남아 있다.

## 첫 대통령 임기 시작
첫 대통령 임기는 1789년 3월 4일에 시작되었는데, 이는 연합회의가 새로운 미국 헌법 하에서 연방 정부의 운영을 시작하기 위해 정한 날짜였다. 그러나 물류 지연으로 인해 행정부의 실제 운영은 그날 시작되지 못했다. 그날 미국 하원과 미국 상원이 처음으로 소집되었지만, 둘 다 정족수 미달로 휴회했다. 그 결과, 대통령에 대한 선거인단의 투표는 개표되거나 인증될 수 없었다. 4월 1일, 하원은 처음으로 정족수를 채워 소집되었고, 의원들은 프레더릭 뮬런버그를 첫 하원 의장으로 선출하면서 업무를 시작했다. 상원은 4월 6일에 처음으로 정족수를 달성했고, 존 랭던을 첫 임시의장으로 선출했다. 같은 날, 하원과 상원은 합동 회의를 열어 선거인단 투표를 개표하고 결과를 인증했으며, 랭던 상원 의원이 의장을 맡았다. 워싱턴과 애덤스는 각각 대통령과 부통령으로 선출된 것이 인증되었다.

### 워싱턴의 뉴욕 여정
대륙회의의 서기인 찰스 톰슨은 상원에 의해 워싱턴에게 그의 선거 소식을 담은 편지를 전달하도록 임명되었다. 톰슨은 1789년 4월 14일 마운트 버넌에서 워싱턴에게 공식 통보를 전달했다. 워싱턴은 즉시 답장했고, 이틀 뒤 데이비드 험프리스와 톰슨과 함께 뉴욕으로 출발했다.
가는 길에 워싱턴은 그가 지나가는 거의 모든 마을에서 승리의 환영을 받았다. 여기에는 알렉산드리아; 조지타운, 메릴랜드 (현재 워싱턴 D.C.의 일부); 볼티모어; 그리고 하브르 드 그레이스가 포함되었다. 그가 밤을 보낸 장소 중 하나는 볼티모어의 스푸리어스 선술집이었다. 4월 20일 정오 직후, 워싱턴은 필라델피아의 그레이스 페리에서 성대한 환영을 받았다. 4월 21일, 트렌턴 부녀회는 그의 트렌턴 환영식을 주최했다. 4월 23일 그는 엘리자베스 타운 (뉴저지주)를 떠나 13명의 조종사와 함께 작은 바지선을 타고 킬 반 쿨 조류 해협을 통해 어퍼뉴욕만으로, 그리고 거기서 도시로 향했다. 항해 중 다양한 배들이 그를 둘러쌌고, 워싱턴의 접근은 일련의 대포 발사로 환영받았는데, 먼저 스페인 전함 갈베스톤이 13발의 예포를 발사했고, 이어서 노스 캐롤라이나, 그리고 마지막으로 다른 포병대에서 발사했다. 수천 명이 그가 도착하는 것을 보기 위해 부두에 모여 있었다. 워싱턴은 머레이스 부두(월가 기슭)에 상륙했고, 그곳에서 뉴욕 주지사 조지 클린턴과 다른 국회의원 및 시민들의 환영을 받았다. 현재는 상륙 지점을 기념하는 명판이 있다. 그들은 길을 따라 워싱턴의 새로운 공식 거주지가 될 체리 스트리트 3번지로 향했다.

## 취임식

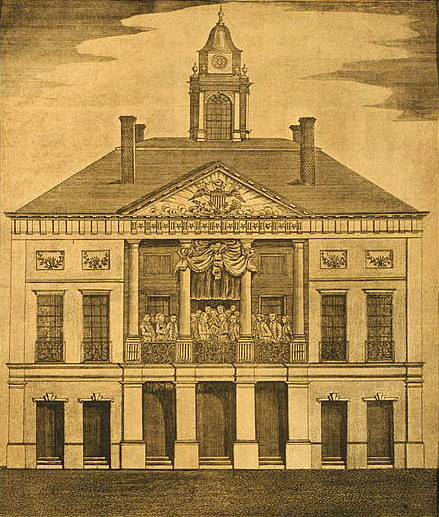
1789년 4월 30일 조지 워싱턴의 첫 취임식이 열린 뉴욕의 페더럴 홀

1789년 4월 30일 첫 새벽부터 워싱턴의 집 주변에 사람들이 모이기 시작했고, 정오에는 퀸 스트리트와 그레이트 도크(둘 다 현재 펄 스트리트)와 브로드 스트리트를 거쳐 페더럴 홀로 향했다. 워싱턴은 미국산 짙은 갈색 정장에 흰색 실크 스타킹, 은색 신발 버클을 착용했고, 강철 손잡이 칼과 짙은 빨간색 오버코트를 입었다.
당시 국가의 수도이자 제1차 미국 의회가 열렸던 페더럴 홀에 도착하자마자 워싱턴은 하원과 상원에 공식적으로 소개되었고, 이후 존 애덤스 부통령이 취임식 시간이 되었다고 발표했다(애덤스는 이미 4월 21일 상원 회의를 주재하면서 부통령직을 맡았다). 워싱턴은 2층 발코니로 이동했다. 미국 독립선언을 초안한 5인 위원회에서 활동했던 뉴욕 대법원장 로버트 리빙스턴이 거리에 모인 수많은 사람들 앞에서 대통령 취임 선서를 집행했다. 의식에 사용된 성경은 세인트 존스 로지 1호에서 가져왔으며, 그 마스터인 제이콥 모턴은 취임식의 원수 역할을 했다. 성경은 무작위로 창세기 49장 13절("즈불룬은 해변에 거하며 여러 배에 닿으리니 그 경계는 시돈에까지 미치리로다")에 펼쳐졌다. 그 후, 리빙스턴은 군중에게 "조지 워싱턴, 미국 대통령 만세!"라고 외쳤고, 환호와 13발의 예포가 뒤따랐다. 첫 취임사는 이후 상원 의원실에서 워싱턴에 의해 1,419단어로 전달되었다.
이때는 취임식 당일에 취임 무도회가 없었지만, 일주일 뒤인 5월 7일 뉴욕에서 초대 대통령을 기리기 위한 무도회가 열렸다.

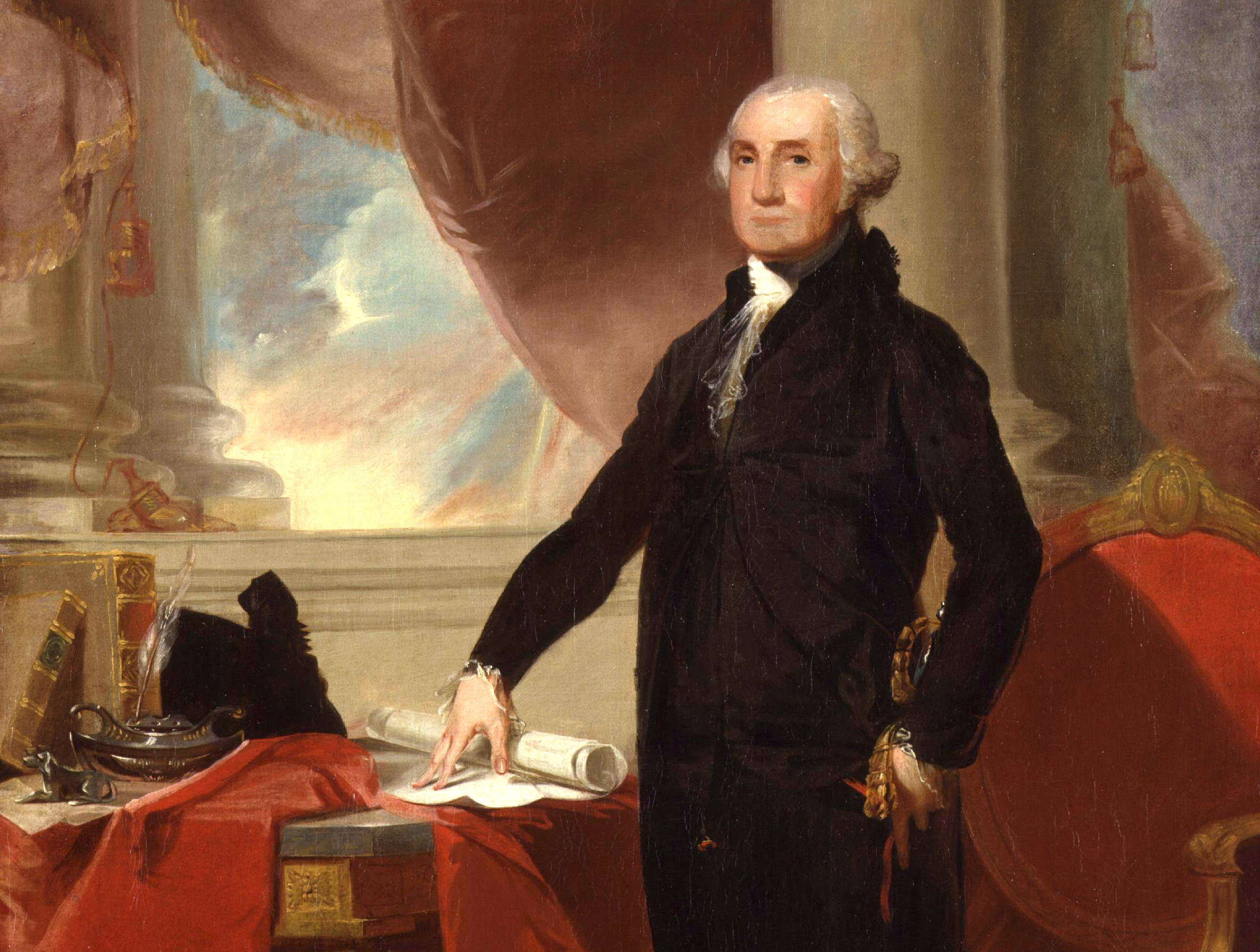
워싱턴은 첫 취임식에 가기 위해 돈을 빌려야 했다.

조지 워싱턴은 당시 수도였던 뉴욕으로 가기 위해 돈을 빌려야만 했다. 그가 60,000 에이커의 땅과 300명의 노예를 소유하고 있었음에도 불구하고, 워싱턴은 현금이 거의 없었고, 다른 지주들과 거래하여 얻을 수도 없었다. 그들도 현금이 부족했기 때문이다. 워싱턴은 조카에게 급여가 대통령직을 수락한 이유 중 적어도 일부라고 말하며, "내 수단이 은퇴 이후 살아온 비용에 미치지 못한다"고 언급했다.
조지 워싱턴이 미국 초대 대통령으로 취임 선서를 하기 사흘 전, 의회는 다음 결의안을 통과시켰다: "결의한다, 대통령이 선서를 한 후, 부통령과 상하원 의원들이 참석하여 성 바오로 성당으로 가서 신성한 예배를 들을 것이다." 이에 따라 새로 임명된 미국 상원 목사이자 뉴욕 최초의 성공회 주교인 새뮤얼 프로보스트 주교(1742–1815)는 1789년 4월 30일 워싱턴의 취임식 직후 성 바오로 성당에서 예배를 집전했으며, 새로 취임한 대통령과 의원들이 참석했다.

## 대중 문화에서
- 이 취임식은 2008년 HBO 미니시리즈 《존 애덤스》의 에피소드에 묘사되어 있지만, 로버트 리빙스턴이 의식 말미에 "조지 워싱턴 만세!"가 아닌 "하나님께서 조지 워싱턴을 축복하시옵소서!"라고 외치는 것으로 잘못 묘사되어 있다.
- 이 사건과 그 장소, 그리고 4월 30일이라는 날짜는 《메탈 기어 솔리드 2: 선즈 오브 리버티》에서 특별한 의미를 가진다.

## 같이 보기
- 조지 워싱턴 행정부
- 1793년 조지 워싱턴 대통령 취임식